# Рибар
Рибар, риболовац или пецарош је особа која се бави риболовом, односно лови рибе и друге организме који живе у води. Рибари се својим послом могу бавити професионално или рекреативно.
Људи су још у мезолиту ловили рибу како би се прехранили.